# Kalmár János (vívó)
Dr. Kalmár János (Budapest, 1942. április 16. –) orvos, válogatott kardvívó, magyar, svéd és amerikai kardbajnok, ifjúsági és főiskolai világbajnok, olimpiai bronzérmes.

## Élete
Édesapja Kalmár Pál, a harmincas–negyvenes évek egyik legnépszerűbb slágerénekese volt.
Az 1971-ben, a bécsi világbajnokság után disszidált. Először Bécsben élt, majd Svédországba került. Svédországban orvosi vizsgáit kitüntetéssel végezte el. 1975-ben az Amerikai Egyesült Államokba, New Orleansba költözött, ahol honosíttatta orvosi diplomáját, és orvosként helyezkedett el, valamint orvosokat tanít.
Két gyermeke született, egyik fia George Kalmar New Orleansban él.

## Sportkarrierje
1962-ben egyéniben ifjúsági világbajnok lett, három évvel később pedig a magyar csapat tagjaként megnyerte a budapesti Universiadét. Az 1968-as olimpián a férfi kard csapat tagjaként bronzérmet szerzett. Az 1969-es és 1970-es világbajnokságokról két ezüst- és egy bronzérmet hozott el.
Svédországban és az Egyesült Államokban is országos bajnok lett vívásban. Az 1984-es olimpián versenybíróként tevékenykedett.